# 理查德·惠利特

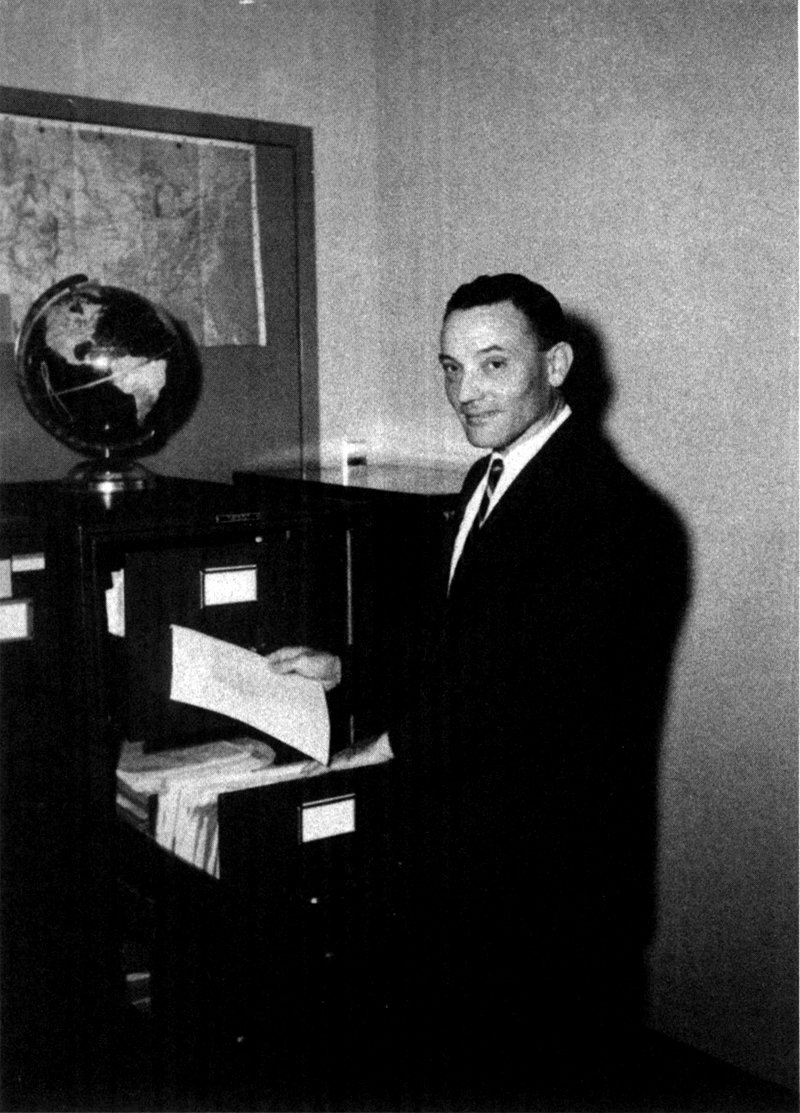
理查德·惠利特，手持一份关于布什-科南特的原子弹研发文件。

理查德·G·惠利特（英語：Richard G. Hewlett，1923年2月12日—2015年9月1日），美国公众史学家，曾于1957年至1980年间任美国原子能委员会首席历史学家，并协助创立联邦政府历史学会和国家公众史委员会。